# Quiscalus mexicanus
Quiscalus mexicanus là một loài chim trong họ Icteridae.